# 二束三文
二束三文（にそくさんもん）は、江戸時代の日本からの熟語。

## 概要
値段が極めて安いもののことをいう。または商品を捨て売りにしている場合の値段のことをいう。商品をまとめて安く投げ売りする場合にこの言葉が用いられている。

### 由来
江戸時代の日本では、藁やイグサを編んで作られた金剛草履というものが売られていた。この金剛草履は丈夫であるというのに値段が安いために、大量に販売しても儲けが出ていなかった。この金剛草履を二束まとめて売ったとしても三文でしか売れないことから二束三文と言われるようになった。束というのは昔の日本で用いられていた単位であり100の数字を表す。このため200個もの商品をまとめて売ったとしても三文にしかならないということにもなる。三文というのは現代の日本の価値に換算すれば100円ほどである。